# David O. Selznick
David O. Selznick (ur. 10 maja 1902 w Pittsburghu, zm. 22 czerwca 1965 w Los Angeles) – amerykański producent filmowy i scenarzysta w epoce tzw. „Złotej Ery Hollywood”.

## Życiorys
Jest najbardziej rozpoznawalny jako producent epickiego dramatu filmowego pt. Przeminęło z wiatrem (1939), który przyniósł mu Oscara za najlepszy film. Przeminęło z wiatrem zarobiło najwięcej w dziejach kina (z uwzględnieniem inflacji). W tym samym roku Selznick otrzymał też Nagrodę im. Irvinga G. Thalberga. 
Selznick zapisał się w historii filmu jako zdobywca dwóch z rzędu Oscarów za najlepszy film – w 1940 roku nagrodę tę zdobyła wyprodukowana przezeń adaptacja powieści Daphne du Maurier Rebeka w reżyserii Alfreda Hitchcocka.
Był założycielem wytwórni filmowej Selznick International Pictures.